# Korotkowskaja (rejon tarnoski)
Korotkowskaja (ros. Коротковская) – wieś w Rosji, w rejonie tarnoskim obwodu wołogodzkiego. W 2010 r. liczyła 15 mieszkańców.